# György Bernády
Dans le nom hongrois Bernády György, le nom de famille précède le prénom, mais cet article utilise l’ordre habituel en français György Bernády, où le prénom précède le nom.
György Bernády, né le 10 avril 1864 à Bethlen et mort le 22 octobre 1938 à Târgu Mureș, est un homme politique hongrois de Transylvanie. Il fut notamment bourgmestre à deux reprises (1900–1912 et 1926–1929) de Marosvásárhely, devenue Târgu Mureș après le traité de Trianon en 1920. Il est associé à l'important développement économique et culturel de la ville à cette époque.

## Biographie
Il est le fils de Dániel Bernády (1839-1884), pharmacien, et de Rozáliá Hegedűs. György étudie à Marosvásárhely et à Budapest où il devient titulaire d'un doctorat. Il est élu bourgmestre de la ville libre royale de Marosvásárhely en 1905.

### Réalisations
György Bernády est le premier initiateur de la modernisation de la ville. Elle lui doit de nombreux bâtiments publics tels l'Hôtel de ville, le Palais de la culture (hu), l'ancienne École supérieure de Commerce, l'ancienne École des cadets ainsi que différents collèges, mais également la construction d'une centrale électrique hydraulique, d'une station d'épuration, la construction de plusieurs ponts, la régularisation du flux du fleuve Maros, des égouts et des routes. Il crée également et fonde l'Académie de musique, la librairie municipale et les galeries d'art.

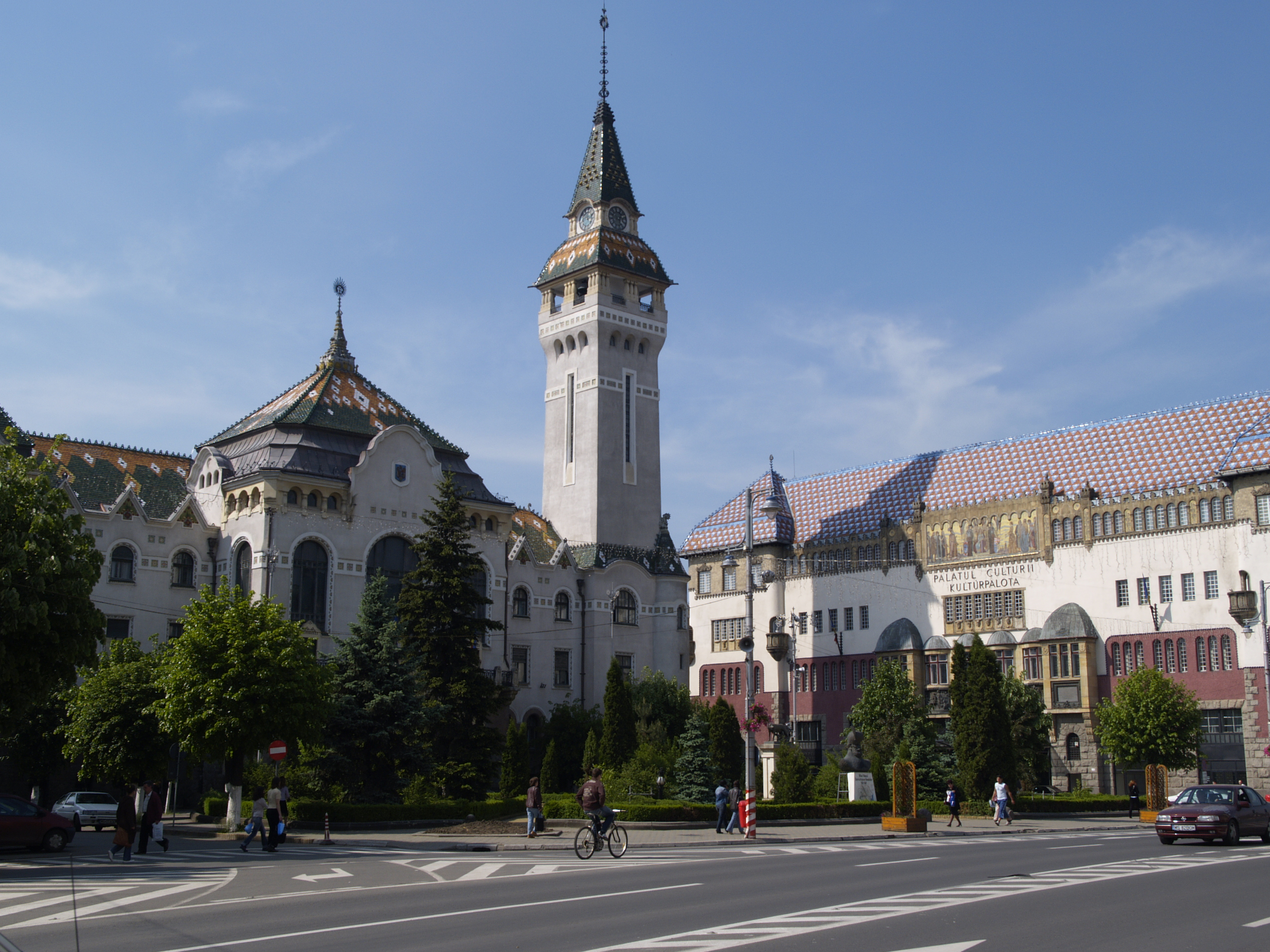
Hôtel de ville et Palais de la Culture de la ville
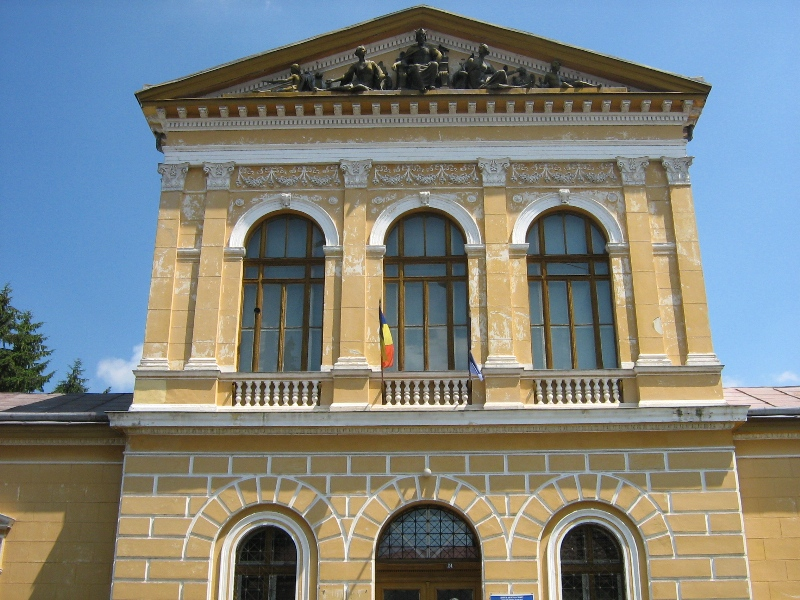
Musée de l'Art Sicule, actuel Musée des Sciences Naturelles
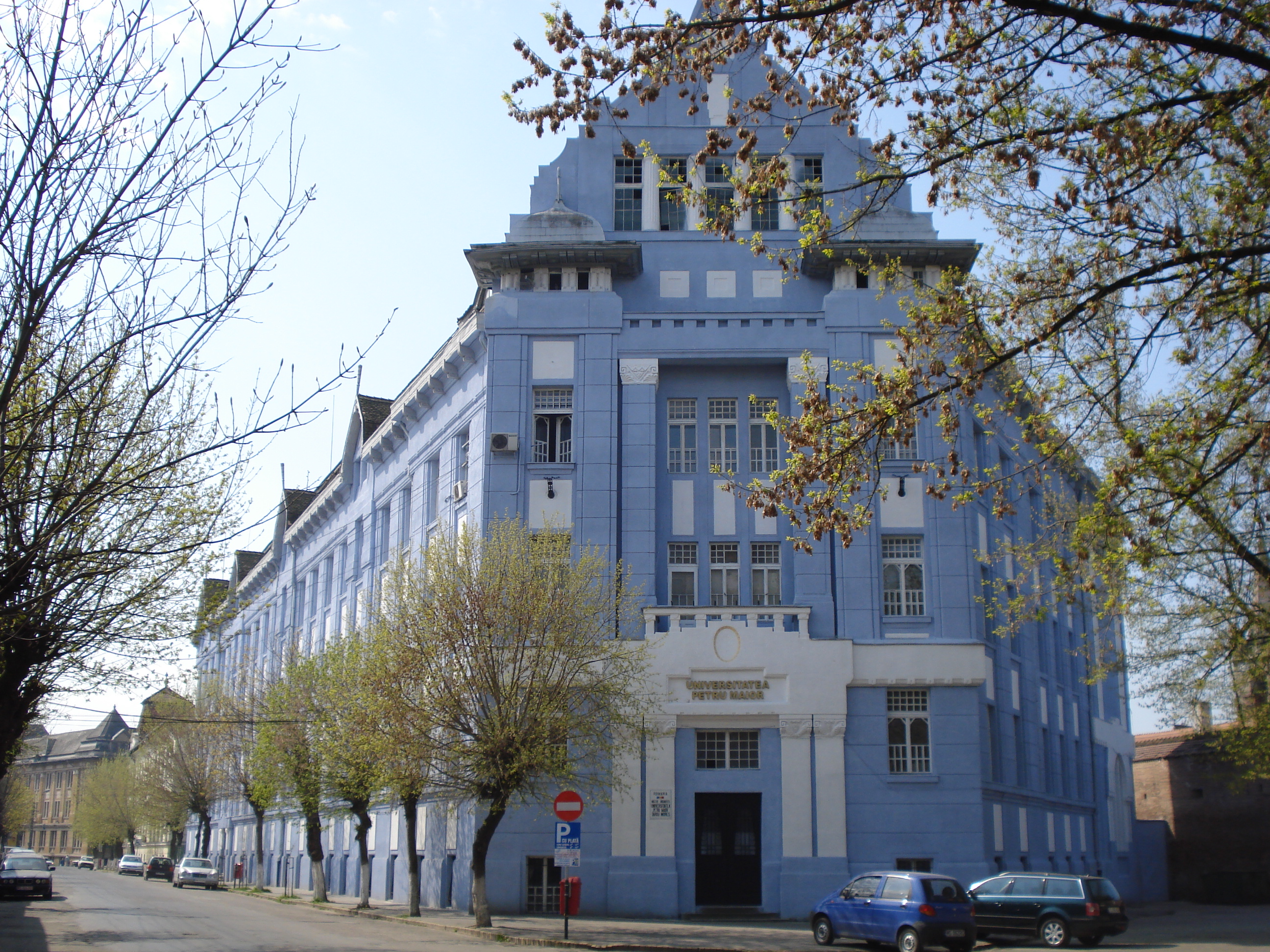
École supérieure de commerce, actuelle Université Petru Maior
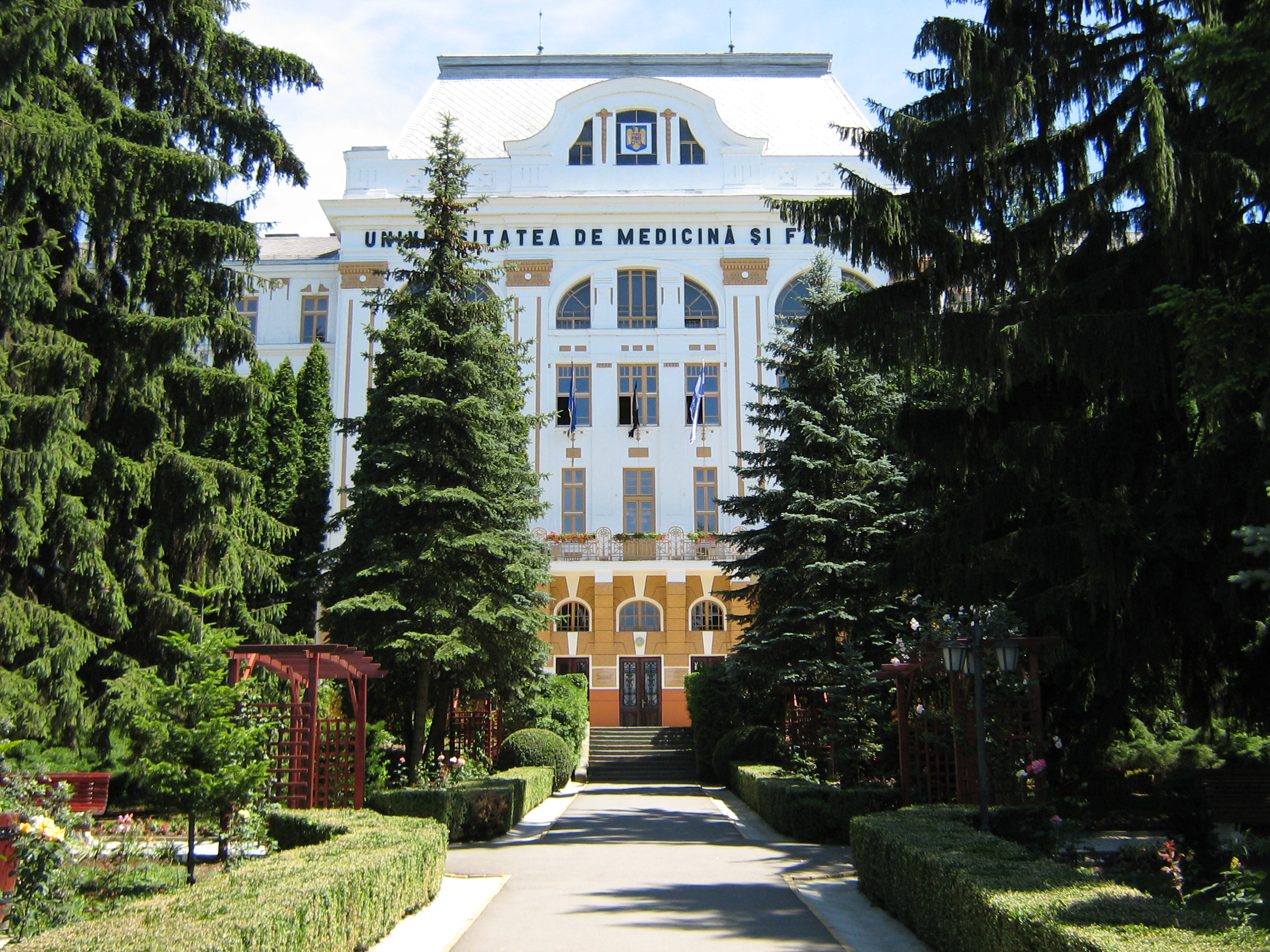
École Militaire, actuelle Université de médecine et pharmacie de Târgu Mureș
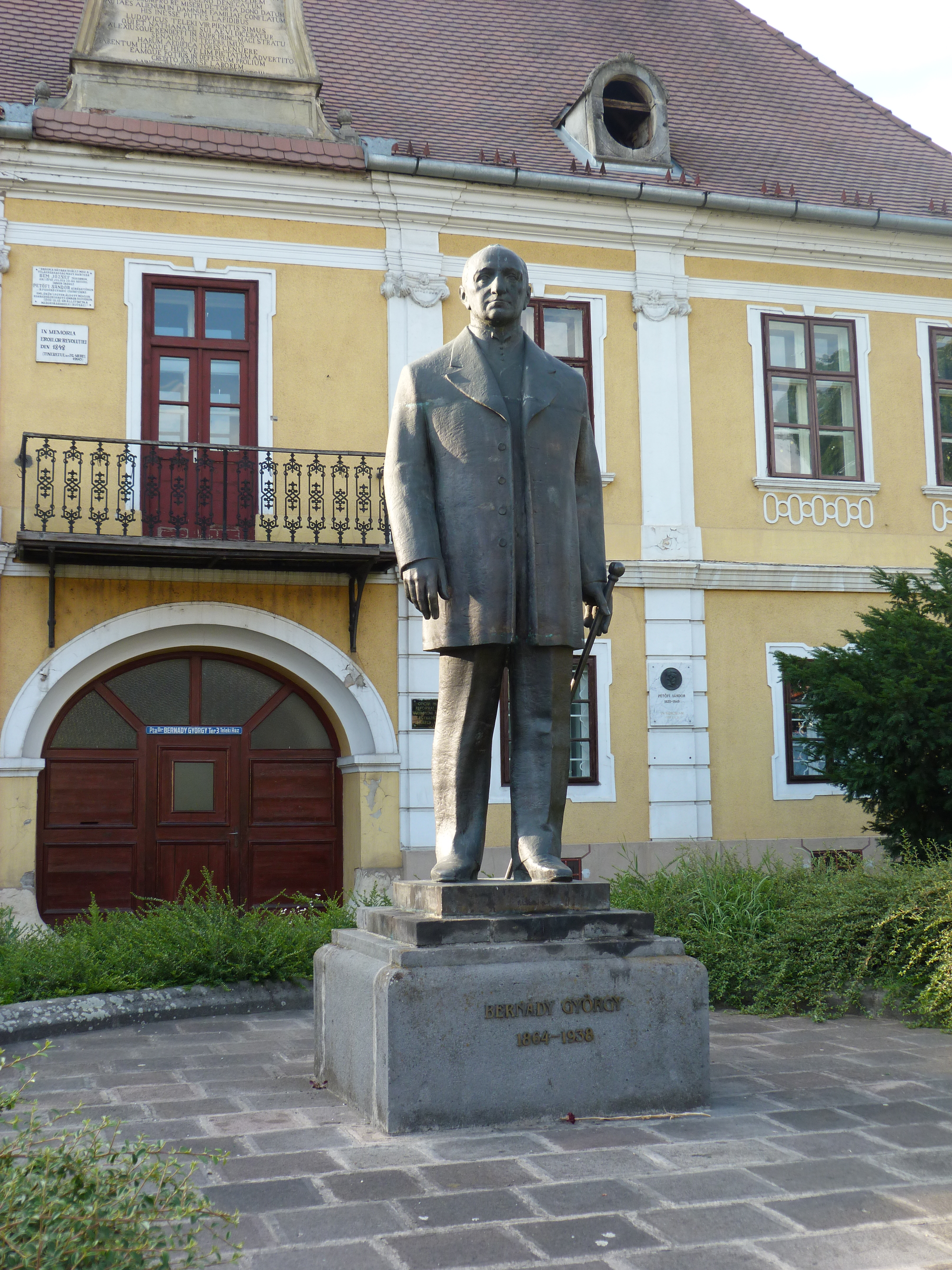
Sculpture de Bernády à Târgu Mureș

À la suite de l'effondrement de l'empire austro-hongrois et du traité de Trianon en 1920, la Transylvanie est intégrée au royaume de Roumanie. György Bernády devient député du comitat de Maros-Torda en 1926. Il est à nouveau bourgmestre de la ville entre 1926 et 1929. Il quitte le Parti magyar en 1930 et fonde le Bloc Civique Démocratique Hongrois (Polgári Demokratikus Blokk) (1930-1933). 
Il décède en 1938. Il est enterré au cimetière protestant de la ville.

### Vie personnelle

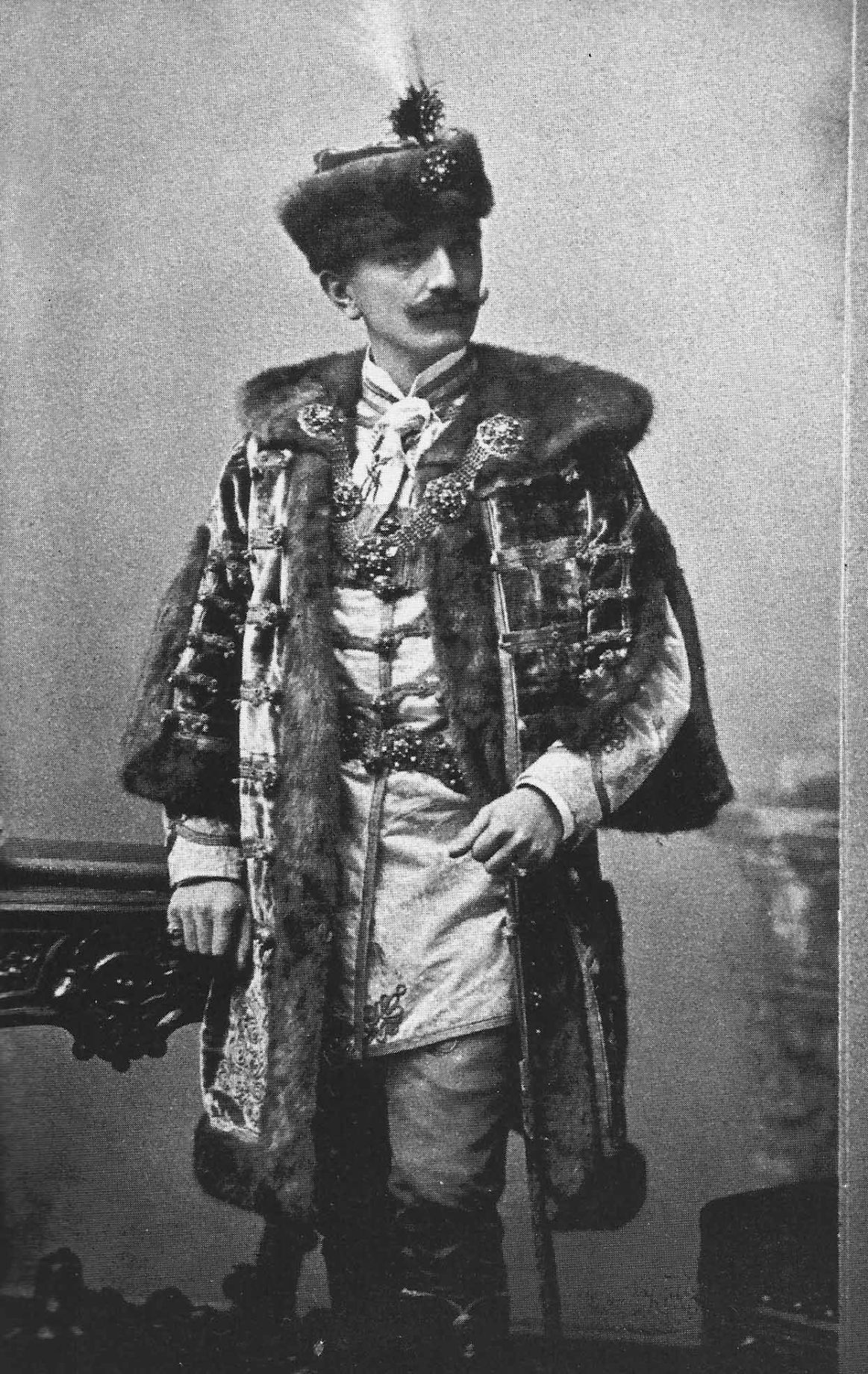
Bernády en tenue de magnat.

Il épouse en 1886, et selon la liturgie réformée, Fiddler Rosalia, catholique. Ce premier mariage, conclu par un divorce, dure près de quatre ans. 
Il se marie de nouveau en 1890 à Nagyvárad avec une actrice calviniste de Budapest, Erzsébet Madarász. Ils vivent ensemble pendant vingt-quatre ans avant de divorcer en 1913. Leur fille adoptive fut le professeur Margit Bernády. Son mariage suivant se fait avec une riche autrichienne très instruite, veuve de l'ancien bourgmestre principal de Budapest Ferenc Heltai, et durera une année et demie. Pour son quatrième et dernier mariage en 1916, il épouse Margit Kelemen, sa partenaire jusqu'à sa mort. Leur fille unique Györgyi, née en 1919, décède à l'âge de 17 ans.
Bernády était membre (1895) de la loge maçonnique Demokratia de Budapest et l'un des membres fondateurs (1905) de celle de Marosvásárhely.